# マリーナ・リー
マリーナ・リー（Marina LeeまたはMarina Lie、1902年 - 1972年12月）は、スウェーデンのバレエダンサーである。バレエダンサーとして活動するかたわら、第二次世界大戦中にナチス・ドイツのスパイとして暗躍していたことがイギリスの情報機関MI5のアーカイブ公開によって明らかになった。

## 生涯
本名をMarina Aleksejvna Huboniaといい、サンクトペテルブルクで生まれた。両親は1917年にボリシェヴィキによって殺害され、リーはスカンディナヴィアに逃れた。ノルウェーに定住した後、Einer Andreas Leeという名のエンジニアと結婚してリーの姓を名乗り、オスロのバレエ学校でバレエダンサーとしての訓練を受け、学校では首席となった。BBCニュースによれば、結婚相手は共産主義者だったという。
リーは1メートル74センチと長身で金髪の美人で、洗練されてしかも物憂げな振る舞いを身に着け、ロシア語、ドイツ語、スペイン語、フランス語、ノルウェー語と英語を習得していたという。イギリスの情報機関は、彼女がソビエト連邦のプロパガンダ宣伝のための存在と疑っていた。1935年前後にリーはナチス・ドイツの諜報活動機関アプヴェーアからの誘いを受けて、1937年にはナチス・ドイツのスパイとしての諜報活動を始めていた。MI5の文書ではリーについて、「非常に貴重で経験豊富なドイツのエージェント」と記述している。リーはMarina Goubonina、Marie Alexevna、Luise Lohmannなどという別名を使い分けていた。 
機密解除されたイギリス政府の文書によると、リーは1940年にノルウェーでの戦闘計画を失敗に導くために盗み取ったことを記述している。リーはノルウェーにあったイギリス海外派遣軍司令部に潜入した。その目的は、イギリス海外派遣軍司令部の陸軍元帥クロード・オーキンレックが策定した計画を入手して、その計画を阻止することであった。
ナチス・ドイツの司令官エデュアルト・ディートルは、ノルウェー北部の港町ナルヴィク港（不凍港であった）を支配下に置いていたが、伝えられるところによると撤退を検討していた。リーが入手したイギリス海外派遣軍の情報によって、オーキンレックの計画を阻止できる可能性が示された。イギリス、フランス・ノルウェーの軍は、後にナチス・ドイツ制圧下のドイツからの撤退を余儀なくされた。
リーの存在は、1940年後半に気象学者を装ったナチス・ドイツのスパイが北極圏の島でイギリス海軍によって逮捕されたことによって露顕した。スパイの1人、ハンス・フォン・フィンケンシュタインは、リーの素性とナルヴィクで果たした主な役割について明らかにした。逮捕されたドイツ人のうち、少なくとも2人以上が後にフィンケンシュタインの暴露について確認している。
1947年、MI5は警察と国境警備隊に対してリーがイギリス国内に入国した場合は直ちに報告するようにと警告を発した。第二次世界大戦中、リーはドイツのパスポートを使い、スペインのマドリードでホテルに滞在していた。彼女は連合国の士官から情報を得るために月5000ペセタを支払っていた。
リーの消息は一定期間途絶えていたが、MI5は1948年にポーランドのパスポートを所持してマドリードのホテルリッツに宿泊していたリーを発見した。リーについてのMI5の文書にはそれ以上の報告はなく、1960年11月15日付の記述で終了していた。リーの諜報活動については、MI5のアーカイブが2010年8月26日にイギリス国立公文書館によって公開されたことで明らかになっている。MI5の文書の最後の記述では、リーが実際はKGBとナチス・ドイツとの二重スパイだったと推測している。
彼女の両親がソビエト連邦でたどった運命にもかかわらず、リーはモスクワでダンス教師をしていたときからヨシフ・スターリンと個人的に知り合いであり、ソビエト共産党の上級幹部たちとも交流を続けていた。実際にMI5のリーについての関係文書では、「寝返りによってちょっとゲームをしたようなもの」と指摘し、再度ソビエト連邦のスパイとしてイギリスに来るかもしれないとしていた。